# Edda Ceccoli
 (mai 2025).
Si vous disposez d'ouvrages ou d'articles de référence ou si vous connaissez des sites web de qualité traitant du thème abordé ici, merci de compléter l'article en donnant les références utiles à sa vérifiabilité et en les liant à la section « Notes et références ».
Edda Ceccoli, née le 26 juin 1947, est une femme politique saint-marinaise, capitaine-régente de 1991 à 1992 avec Marino Riccardi.

## Biographie
En 2010, Edda Ceccoli est élue présidente de la commission de justice de Saint-Marin.